# Father of All Motherfuckers
Father of All Motherfuckers  (más conocido por su forma censurada, como Father of All...) es el decimotercer álbum de estudio de la banda estadounidense de punk rock Green Day y fue lanzado el 7 de febrero de 2020 a través de Reprise Records. Según el vocalista principal Billie Joe Armstrong, el álbum es "The New! Soul, Motown, glam and manic anthemic. Punks, freaks and punishers!" También declararía que las letras son sobre "la vida y la muerte de la fiesta" y el "estilo de vida de que no te importe una mierda".

## Lanzamiento
En una entrevista con Kerrang! en septiembre de 2019, la banda anunció el título de algunas de las canciones que el álbum incluiría, aunque algunas han sido cambiadas de nombre. Los nombres definitivos serían "Fire, Ready, Aim", "Oh Yeah!" (la cual salió el 16 de enero de 2020), "Meet me on the Roof", "I was a Teenage Teenager", "Stab you in the Heart", "Sugar Youth", "Junkies on a High", "Take the Money and Crawl", "Graffitia" y "Father of All...". El 30 de septiembre de 2019, Green Day confirmó una asociación con la Liga Nacional de Hockey y también anunció una nueva canción titulada "Fire, Ready, Aim" que se lanzó el 9 de octubre.

## Lista de canciones
Todas las letras de Billie Joe Armstrong, toda la música compuesta por Green Day.

| N.º | Título                     | Duración |  |
| 1.  | «Father of All...»         | 2:31     |  |
| 2.  | «Fire, Ready, Aim»         | 1:52     |  |
| 3.  | «Oh Yeah!»                 | 2:51     |  |
| 4.  | «Meet Me on the Roof»      | 2:40     |  |
| 5.  | «I Was a Teenage Teenager» | 3:45     |  |
| 6.  | «Stab You in the Heart»    | 2:10     |  |
| 7.  | «Sugar Youth»              | 1:54     |  |
| 8.  | «Junkies on a High»        | 3:06     |  |
| 9.  | «Take the Money and Crawl» | 2:09     |  |
| 10. | «Graffitia»                | 3:18     |  |